# Dino da Costa
Dino da Costa   (Rio de Janeiro, 1 d'agost de 1931 - Verona, 10 de novembre de 2020) fou un futbolista brasiler nacionalitzat italià. Jugava de centrecampista o davanter. Començà a la seva ciutat natal al Botafogo. L'any 1955 marxà a Itàlia, on adquirí la nacionalitat i arribà a jugar amb la selecció. Destacà a l'AS Roma on marcà 70 gols en 144 partits. També jugà a l'ACF Fiorentina, Atalanta BC, Juventus FC, Verona a la Serie B i Ascoli Calcio a la Sèrie C.